# Баррас, Ромен
Роме́н Барра́с (фр. Romain Barras; род. 1 августа 1980, Кале) — французский легкоатлет, специалист по многоборьям. Выступал за сборную Франции по лёгкой атлетике в 2001—2016 годах, чемпион Европы, чемпион Средиземноморских игр, чемпион Универсиады, победитель Кубка Европы в личном и командном зачётах, участник двух летних Олимпийских игр.

## Биография
Ромен Баррас родился 1 августа 1980 года в городе Кале департамента Па-де-Кале.
Впервые заявил о себе в десятиборье на международном уровне в сезоне 2001 года, когда вошёл в состав французской национальной сборной и выступил на молодёжном европейском первенстве в Амстердаме, где стал четвёртым. Будучи студентом, представлял страну на летней Универсиаде в Пекине — занял здесь итоговое пятое место.
В 2003 году одержал победу на Универсиаде в Тэгу, был лучшим в личном и командном зачётах на Кубке Европы по легкоатлетическим многоборьям в Брессаноне.
На Кубке Европы 2004 года в Таллине стал шестым в личном зачёте и помог своим соотечественникам выиграть бронзовые медали командного зачёта. Благодаря череде удачных выступлений удостоился права защищать честь страны на летних Олимпийских играх в Афинах — набрал в сумме всех дисциплин десятиборья 8067 очков, расположившись в итоговом протоколе на 13-й строке.
В 2005 году победил на Средиземноморских играх в Альмерии и на Играх франкофонов в Ниамее, тогда как на чемпионате мира в Хельсики стал седьмым.
В 2006 году на домашнем Кубке Европы в Арле выиграл личный и командный зачёты, занял восьмое место на чемпионате Европы в Гётеборге.
В 2007 году был шестым в семиборье на чемпионате Европы в помещении в Бирмингеме и седьмым в десятиборье на чемпионате мира в Осаке.
На Кубке Европы 2008 года в Хенгело получил серебряную и бронзовую награды, выигранные в личном и командном зачётах соответственно. Выполнив олимпийский квалификационный норматив, благополучно прошёл отбор на Олимпийские игры в Пекине — на сей раз с результатом в 8253 очка разместился в итоговом протоколе на пятой позиции (впоследствии в связи с дисквалификацией россиянина Александра Погорелова переместился на четвёртую строку).
После пекинской Олимпиады Баррас остался в составе легкоатлетической сборной Франции и продолжил принимать участие в крупнейших международных стартах. Так, в 2009 году на Кубке Европы в Щецине он взял бронзу в личном и командном зачётах, в то время как на чемпионате мира в Берлине занял в программе десятиборья 12-е место.
В 2010 году на Кубке Европы в Таллине добавил в послужной список золото и бронзу, полученные в личном и командном зачётах соответственно. На чемпионате Европы в Барселоне с личным рекордом в 8453 очка превзошёл всех своих соперников и завоевал золотую медаль.
В 2011 году победил на чемпионате Франции в Альби, занял 11-е место на чемпионате мира в Тэгу.
Рассматривался в качестве кандидата на участие в Олимпийских играх в Лондоне, однако буквально за два месяца до начала Игр повредил камбаловидную мышцу и в связи с травмой вынужден был прервать спортивную карьеру.
На домашнем Кубке Европы 2015 года в Обани взял бронзу в личном зачёте и стал серебряным призёром командного зачёта.
В 2016 году на чемпионате Европы в Амстердаме показал в программе десятиборья шестой результат.
По завершении спортивной карьеры занимался тренерской деятельностью, работал преподавателем в области спорта и физического воспитания.